# Nikołaj Piksanow
Nikołaj Kiriakowicz Piksanow (ros. Никола́й Кирья́кович Пикса́нов, ur. 31 marca?/12 kwietnia 1878 w Diergaczi, zm. 10 lutego 1969 w Leningradzie) – rosyjski historyk literatury i tekstolog.

## Życiorys
Autor prac z zakresu teorii literatury i historii literatury rosyjskiej, a także twórczości ludowej, nauk społecznych i historii dramatu. W latach 1911–1913 opublikował trzytomowe, naukowe i krytyczne opracowanie dzieł Aleksandra Gribojedowa. W 1931 został członkiem Akademii Nauk ZSRR. Odznaczony Orderem Czerwonego Sztandaru Pracy (w 1945) oraz dwukrotnie odznaczony Orderem Lenina (w 1954 i 1968).